# Sesleria autumnalis
Sesleria autumnalis är en gräsart som först beskrevs av Giovanni Antonio Scopoli, och fick sitt nu gällande namn av Friedrich Wilhelm Schultz. Sesleria autumnalis ingår i släktet älväxingar, och familjen gräs. Inga underarter finns listade i Catalogue of Life.

## Bildgalleri

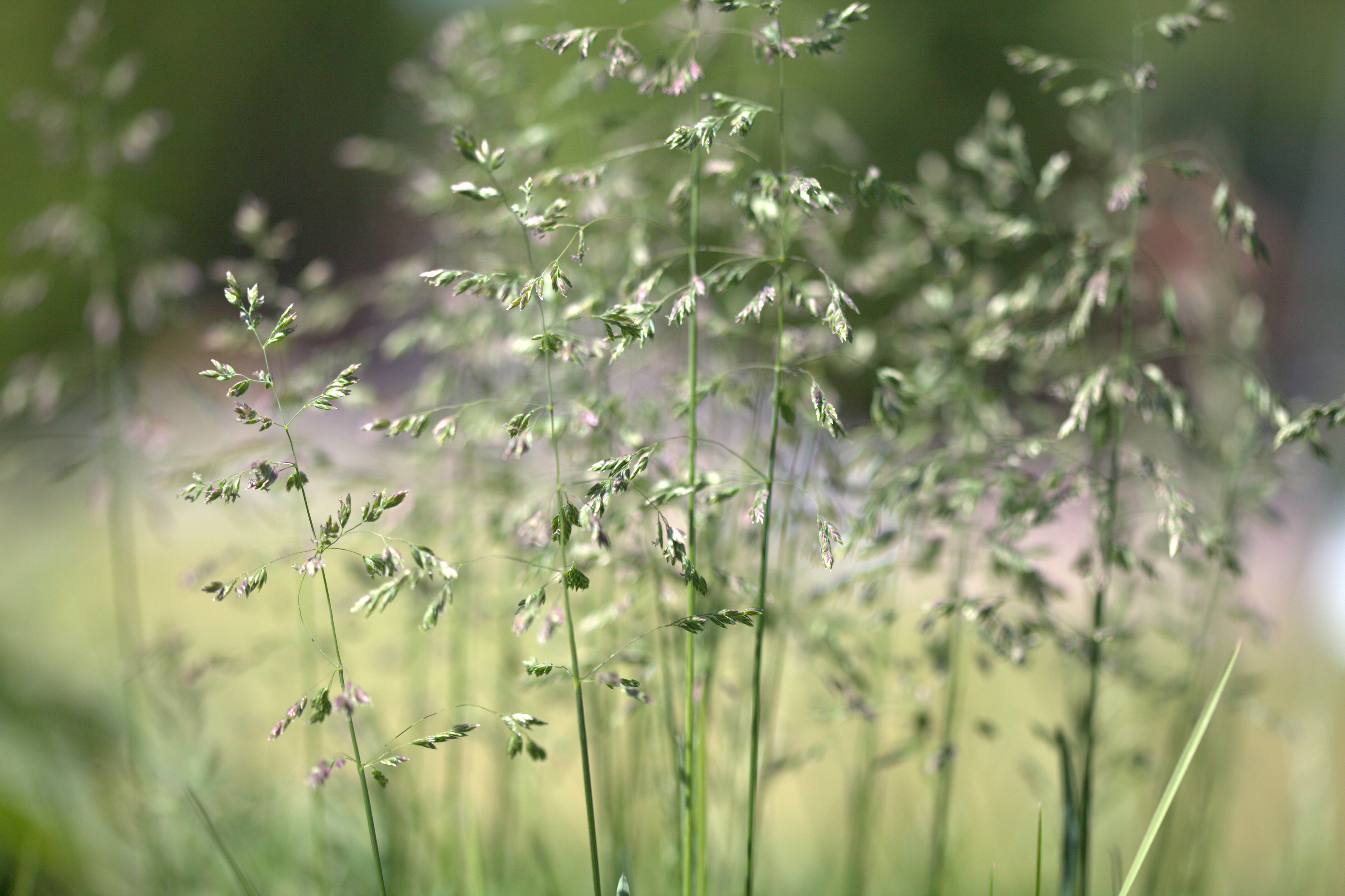
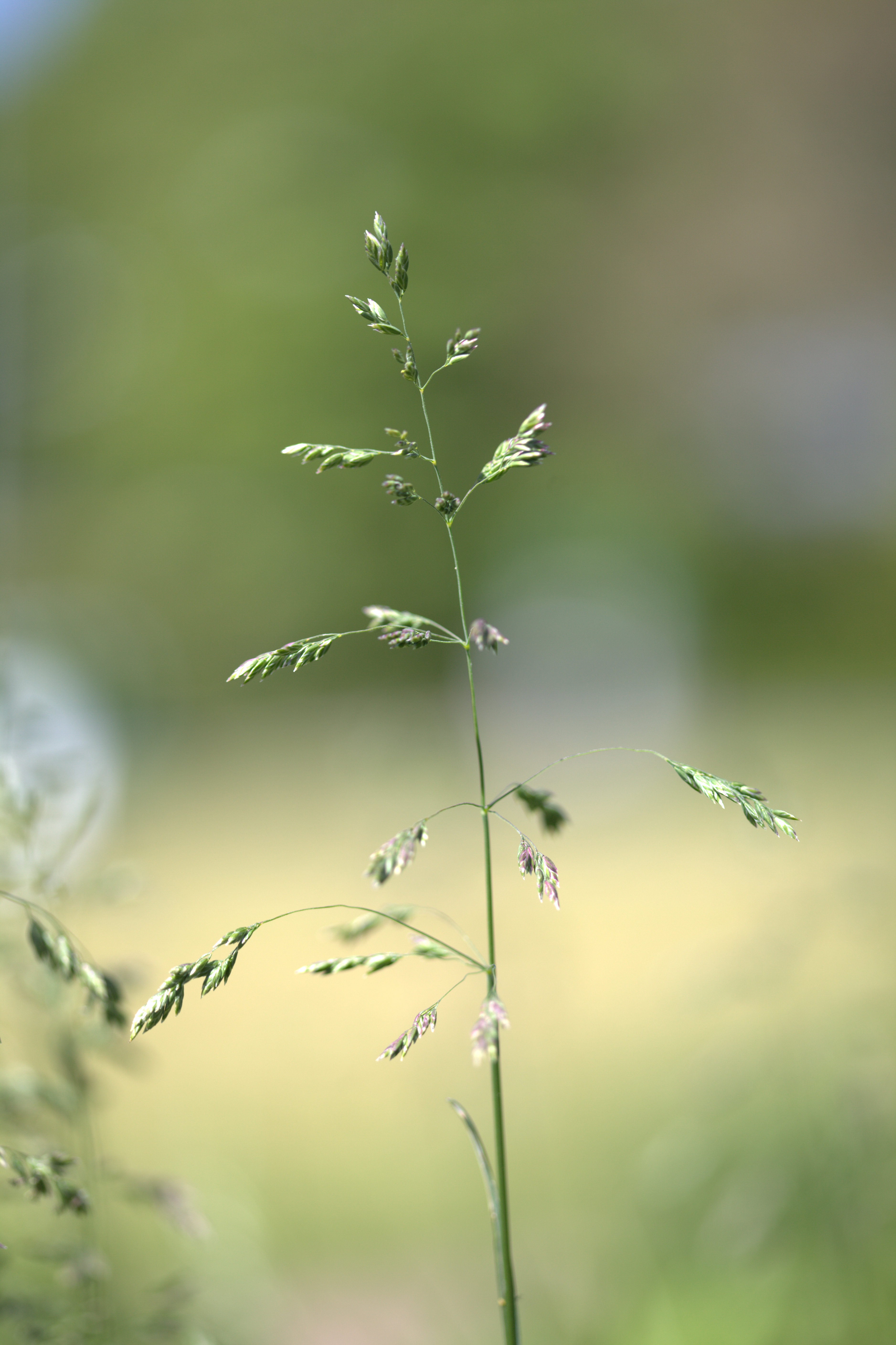
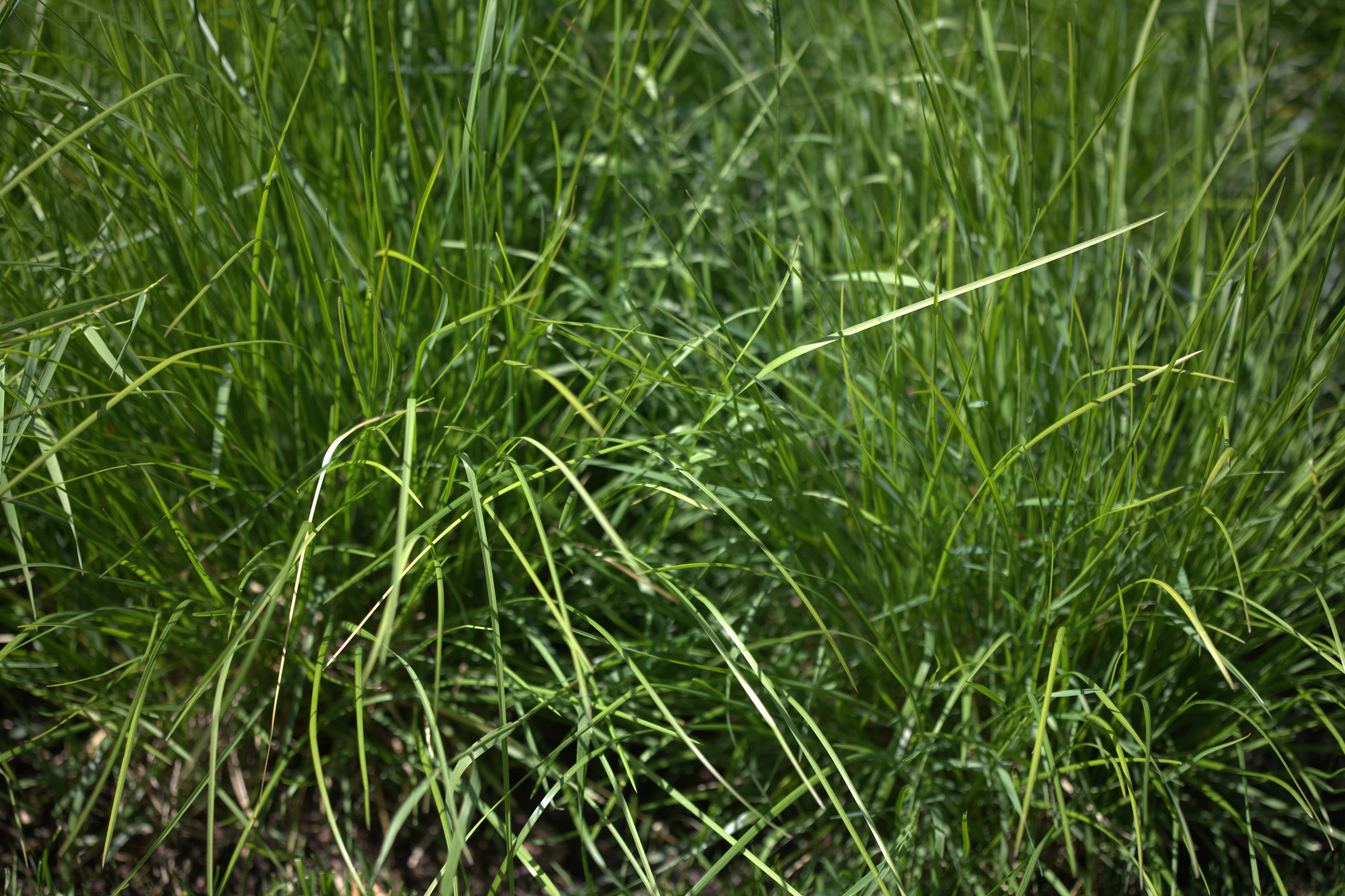